# Кленчани
Кленчани су српско братство које је насељено на подручју Старе Херцеговине, у Бањанима (данашња Црна Гора). Оно не припада ни староседелачком, ни пролазном становништву. Доселили су се у Бањане у једном од најтежих периода српске историје. Бањани су од најстаријих времена насељени, али су у средњем веку представљали пролазну територију за многе чувене породице и братства, који су ту кратко боравили у потрази за сигурним пребивалиштем.

## Време доласка
За 412 година турске владавине кроз овај крај су прошли многи бежећи од османлијске најезде. То је разумљиво с обзиром на геостратешки положај овог простора. Ова територија је била гранична област између моћних држава — Османског царства, Млетачке републике, Аустрије, Дубровника и увек немирне Црне Горе.

## Зечевићи
Претходници Кленчана били су Зечевићи. Постоји неколико прича о њиховом пореклу. Према предању у тој породици, они су пореклом од Зечевића из Лијеве Ријеке где ти њихови сродници још увек живе. Друга верзија каже да су старином са Косова и Метохије па су после косовског боја прошли кроз Зету и населили се у Книну. Тамо им није било добро па су дошли на простор Херцеговине. Оба ова предања имају истине али се још увек не зна прецизно порекло ове породице.

## Порекло и појава Томаша
Кленчани ( Томаши ) су дошли у Бањане крајем Средњег или почетком Новог века. Такође постоји више предања о њиховом доласку. По првој теорији кленачки преци долазе из Бањске крај Косова и Метохије. То предање каже да су се многи после косовског боја 1389. премештали или према северу, па се лако прескачу векови и долази се до велике сеобе Срба из 1690. године или су се кретали према западу ка Црној Гори и Приморју. Том западном правцу се приписује и кретање Кленчана. По овом предању се такође говори да они потичу од Страхињића Бана.
За ово предање не постоје скоро никакви историјски извори. Зна се доста о Великој сеоби Срба у Аустрију, али се мало зна о онима који су пристигли у Црну Гору.
Друго предање је записано и говори о краљевском пореклу Кленчана. Оно гласи: „Доказује се да су од лозе босанскога краља Стевана Томашевића. Када је потучено краљевство Томашевића од стране Турака 1463. године, од једног броја тих људи потичу Кленчани осим Зечевића. Овај дио људи даде се у збјег и насељаваше се по Босни, Херцеговини и по Црној Гори. И тако су се населили у Бањане, у данашњи Кленак. Извјесно вријеме су задржали свој братственички назив Томаши, а касније су их Турци назвали Мулине, звали су се Кленчани по мјесту Кленку у коме су живјели још док су били у Босни. Кленак у коме данас живе назван је по њима.“
О овом предању постоје оскудни извори али у његову корист свједочи и некадашње њихово презиме — Властелиновићи. Властелиновићи се помињу као племићка породица на простору Бањана. Касније су им Турци дали презиме Мулине. Данашњи Томаши су: Ђурковићи, Баћовићи,Антовићи,Орбовићи,Лучићи, Глиговићи и Томашевићи.

## Познати Кленчани
- Максим Баћовић (Кленак, 1848 — Бањани, 1876), црногорско-херцеговачки војвода, отац Јован Баћовића(војвода),мајка Анђа(Булајић),жена Гордана(синовица војводе Петра Вукотића),син Марко(капетан прве класе),син Видак,маћеха Јешна(Ковачевић),брат Јевто(Племенски капетан Бањана) !сестра Јегда(удата за попа Тодора Комненића), Госпава(удата за Шпира Бабића),Ђурђа(удата за Јагоша Рамова Јововића) Рођен је у Кленку(Племе Бањани) у Херцеговини (у делу данас познатом као Стара Херцеговина на територији Црне Горе).Максим је био један од првих ученика из Херцеговине о чијем се школовању лично бринуо књаз. Максим је успјешно завршио курс у Цетињској школи као стипендиста Николајев. Максим је постао вијвода са свега своје двадесетчетири године.Погибија војводе Максима догодила се двадесетог јануара. Његова смрт је болно одјекнула у Херцеговини,Црној Гори и Србији. Европски листови обавијестили су јавност о овој погибији. Смрт војводе Максима насликао је сликар и пјесник Ђура Јакшић. Погинуо је у бици између Радован ждријела и Глуве смокве, о чему су писали и бројни европски листови тог доба. Погребна колона ишла је од Дубровника, преко Конавала, Суторине, Херцег Новог и Рисна до Грахова гдје је и сахрањен.У народу је тињала прича да је војвода Максим погинуо по налогу с Цетиња.Мило Вукчевић је у свом дјелу о херцеговачком устанку сажео је ту причу у слшљедеће чињенице:У Бањанима је дошло до свађе између Баћовића и Вукотића.Том приликом је рекао: Нећу да се Црногорци мијешају у Херцеговачке ствари! Вукотић му је одговорио:Предуг си Максиме но ћу те убрзо пократити! Приликом Максимове савране,изражавао је своју жалост и војвода Петар. Удова Максимова,Гордана,која је била синовица војводе Петра,добацила је: - "Што плачеш стрико, кад си га ти метнуо под купус" ( Другим ријечима-ти си га убио) Причу сличне садржине забиљежио је и Андрија Лубурић. Његови посмртни остаци и споменик пренијети су 1970. у родно мјесто.